# Youlia Makarenkova
Youlia Vladimirovna Makarenkova (ukrainien : Юлiя Вoлoдимировна Макаренкова), née le 2 septembre 1973 à Kiev (RSS d'Ukraine), est une joueuse de dames ukrainienne. 
Grand maître international (GMIF) aux dames russes depuis 1994, elle a été Championne du monde en parties lentes (1994, 1999 et 2009), en parties rapides et en blitz (2003).
Youlia Makarenkova a aussi été championne d'Europe à trois reprises à cadence lente (2002, 2007 et 2012) et deux fois en blitz (2002 et 2004).
Elle est par ailleurs Maître international (MIF) au jeu de dames sur 100 cases.